# Lauren Bennett

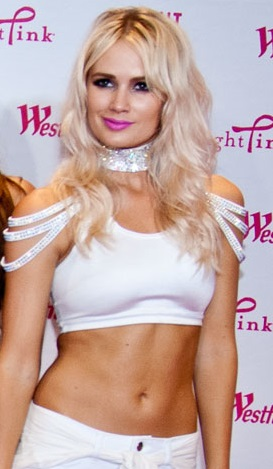
Lauren Bennett (2013)

Lauren Bennett là một ca sĩ, người mẫu và vũ công người Anh. Cô được biết đến với vai trò là thành viên ban nhạc nữ Paradiso Girls, và sự cộng tác của cô cùng LMFAO.

## Khởi đầu
Lauren Bennett lớn lên tại Meopham, Kent, Vương quốc Anh và theo học tại trường Tunbridge Wells. Cô từng tham gia thử giọng cho mùa thứ 3 cuộc thi The X Factor năm 2006, nhưng sau đó phải rời khỏi cuộc thi. Cô quyết định tham gia cuộc thi chọn thành viên nữ của Paradiso Girls, và trở thành một trong những người cuối cùng được chọn.

## Sự nghiệp

### Paradiso Girls (2007 - 2010)
Bennett là thành viên của một ban nhạc nữ có tên Paradiso Girls. Nhóm có 7 thành viên lúc thành lập năm 2007, tuy nhiên đến 2008 nhóm chỉ còn 5 thành viên. Các thành viên của nhóm đến từ các quốc gia khác nhau, Chelsea Korka đến từ Mỹ, Aria Crescendo từ Pháp, Kelly Beckett từ Barbados, Shar Mae Amor từ Philippines và Lauren Bennett đến từ Anh. Nhóm ký hợp đồng với hãng Interscope Records. Đĩa đơn đầu tay "Patron Tequila" hợp tác với Lil’ Jon và Eve đã được phát hành ngày 12 tháng 5 năm 2009, đạt đến vị trí số 3 trên bảng xếp hạng Billboard Hot Dance Club Songs của Mỹ. Sau những đĩa đơn không thành công, nhóm tan rã năm 2010.

### Sự nghiệp hát đơn (2010 - nay)
Sau khi Paradiso Girls tan rã năm 2010, Lauren Bennett tiếp tục theo đuổi sự nghiệp hát đơn. Cô góp giọng trong một bản remix ca khúc "I Got It from My Mama" của will.i.am, tham gia vào chuyến lưu diễn Party Rock Tour của nhóm nhạc LMFAO. Cuối năm đó, cô gặp Cee Lo Green và đã góp mặt trong album The Lady Killer của anh, trong bài hát "Love Gun".
Năm 2011, cô góp giọng trong ca khúc hit "Party Rock Anthem" của LMFAO, đạt vị trí số 1 trên bảng xếp hạng đĩa đơn của rất nhiều quốc gia, bao gồm cả Billboard Hot 100 của Mỹ và UK Singles Chart của Anh.

## Danh sách đĩa nhạc

### Với vai trò nghệ sĩ hợp tác
| Năm  | Tên đĩa đơn                                                      | Vị trí xếp hạng cao nhất | Vị trí xếp hạng cao nhất | Vị trí xếp hạng cao nhất | Vị trí xếp hạng cao nhất | Vị trí xếp hạng cao nhất | Vị trí xếp hạng cao nhất | Vị trí xếp hạng cao nhất | Vị trí xếp hạng cao nhất | Vị trí xếp hạng cao nhất | Vị trí xếp hạng cao nhất | Album                   |
| Năm  | Tên đĩa đơn                                                      | US                       | US Dance                 | CAN                      | BEl (FL)                 | AUS                      | DEN                      | FRA                      | NZ                       | IRE                      | UK                       |                         |
| ---- | ---------------------------------------------------------------- | ------------------------ | ------------------------ | ------------------------ | ------------------------ | ------------------------ | ------------------------ | ------------------------ | ------------------------ | ------------------------ | ------------------------ | ----------------------- |
| 2011 | "Party Rock Anthem"(LMFAO hợp tác với Lauren Bennett & GoonRock) | 1                        | 4                        | 1                        | 1                        | 1                        | 1                        | 1                        | 1                        | 1                        | 1                        | Sorry for Party Rocking |